# Pseudoterpna
Pseudoterpna är ett släkte av fjärilar som beskrevs av Jacob Hübner 1823. Pseudoterpna ingår i familjen mätare.

## Dottertaxa tillPseudoterpna, i alfabetisk ordning[1][2]
- Pseudoterpna agrestaria
- Pseudoterpna alba
- Pseudoterpna albescens
- Pseudoterpna albolineata
- Pseudoterpna algirica
- Pseudoterpna approximata
- Pseudoterpna armoraciaria
- Pseudoterpna atropunctaria
- Pseudoterpna aurata
- Pseudoterpna axillaria
- Pseudoterpna bilineata
- Pseudoterpna candidata
- Pseudoterpna cinarescens
- Pseudoterpna cinerascens
- Pseudoterpna cithysaria
- Pseudoterpna coronillaria
- Pseudoterpna corsicaria
- Pseudoterpna cotangens
- Pseudoterpna cythisaria
- Pseudoterpna extrema
- Pseudoterpna fasciata
- Pseudoterpna fuscomarginata
- Pseudoterpna genistaria
- Pseudoterpna grisescens
- Pseudoterpna holsatica
- Pseudoterpna lesuraria
- Pseudoterpna mixta
- Pseudoterpna nigrolineata
- Pseudoterpna obscura
- Pseudoterpna pallida
- Pseudoterpna porracearia
- Pseudoterpna prasinaria
- Pseudoterpna pruinata
- Pseudoterpna ramburaria
- Pseudoterpna rectistrigaria
- Pseudoterpna reducta
- Pseudoterpna simplex
- Pseudoterpna stiparia
- Pseudoterpna syltica
- Pseudoterpna tangens
- Pseudoterpna unilineata
- Pseudoterpna virellata
- Pseudoterpna viridimelaina
- Pseudoterpna viridisparsata
- Pseudoterpna viridisquama